# Jacques Lamour
Jacques Lamour est un arbitre français de football des années 1960. Il officie huit fois l'Olympique de Marseille en première division entre 1960 et 1967 ainsi qu'une rencontre de Coupe Charles Drago et le seizième de finale de Coupe de France 1965-1966.

## Carrière
Il officie en finale du : 
- Challenge des champions 1962[2].
- Challenge des champions 1966[2].